# 庹文升
庹文升（1946年1月—），男，汉族，湖北郧西人，中华人民共和国政治人物，曾任中共贵州省委常委、秘书长、办公厅主任，贵州省人大常委会副主任。